# Ewine van Dishoeck
Ewine Fleur van Dishoeck (Leiden, 13 de junio de 1955) es una astrónoma y química neerlandesa. Es profesora de Astrofísica atómica y molecular en el Observatorio de Leiden, y presidenta electa de la Unión Astronómica Internacional.

## Carrera científica
Es miembro de la Real Academia de Artes y Ciencias de los Países Bajos desde 2001 y de la Academia Nacional de Ciencias de Estados Unidos. Fue junior fellow de la Harvard Society of Fellows.
En la actualidad, sus áreas de interés y trabajo incluyen el medio interestelar, nubes moleculares; la evolución de la física y química elemental durante la  formación de estrellas y el sistema planetario; astronomía infrarroja submilimétrica y media; procesos moleculares básicos y la transferencia radiativa de radiación de línea y radiación de continuo.
Van Dishoeck está casada con Tim de Zeeuw, también profesor de Astronomía en la Universidad de Leiden, quien hasta septiembre del 2007 fue el director general del Observatorio Europeo Austral.
El Papa Francisco la nombró en 2021, miembro de la Pontificia Academia de las Ciencias.

## Premios y distinciones
A lo largo de su carrera académica ha recibido múltiples premios, incluidos los siguientes:
- Medalla Dorada de la Real Sociedad Holandesa de Química en 1994.

- Premio Spinoza en el año  2000.[7]

- Premio Bourke de la  Real Sociedad de Química  (UK) en el año 2001.[8]

- Premio Lise Meitner Gothenburg, recibido en el año 2014.[9][10]

- Premio Mundial de Ciencias Albert Einstein en el año 2015.[11][12][13]

- Premio Kavli en astrofísica en 2018.[14]